# Altes Zollhäuschen
Das Alte Zollhäuschen in der pfälzischen Landstadt Deidesheim ist ein spätbarockes ehemaliges Gartenhaus, das nach dem Denkmalschutzgesetz des Landes Rheinland-Pfalz als schützenswertes Kulturdenkmal eingestuft ist. Das Gebäude ist der letzte Überrest eines Adelshofs der Herren von Bawyr; seine Bezeichnung als „Altes Zollhäuschen“ ist historisch eigentlich nicht korrekt.

## Geschichte
Im Jahr 1717 ließ Johann Ernst aus dem Geschlecht der Leysser von Lambsheim ein wenig außerhalb der damals noch befestigten Stadt ein Gutshaus oder Schlösschen mit Ökonomiegebäuden errichten, da sein älterer Bruder das Leyssersche Stammhaus bewohnte; das Gelände dafür war ein alter Leysserscher Besitz, er umfasste etwa zwei Morgen Land. Johann Ernst Leysser von Lambsheim wohnte hier mit seiner Frau Maria Anna, einer geborenen von Stauffenberg; beide starben im Jahr 1746 und wurden auf dem neuen Friedhof außerhalb der Stadt beerdigt.
Die beiden hatten eine Tochter, Johanna Katharina; sie war die letzte Sprossin des alten Leysserschen Adelsgeschlechts, das sonst in allen Linien bereits ausgestorben war. Sie hatte am 25. Februar 1734 den kurpfälzischen Hauptmann Freiherrn Franz von Bawyr (auch Baur von Caspersbroich genannt) aus einer alten niederrheinischen Adelsfamilie geheiratet und lebte nach dem Tod ihrer Eltern mit ihrem Mann auf dem – nun von Bawyrschen – Gutshof, den sie geerbt hatte. 1747 ließ Franz von Bawyr um den Garten des Anwesens eine Mauer errichten; das Gartenhäuschen wurde vermutlich Ende des 18. Jahrhunderts gebaut. Es stand in der südöstlichen Ecke des Gutsgeländes. Zum Gut gehörten neben dem Anwesen selbst noch 144 Morgen Land, davon 29,5 Morgen Weinberge, weitere elf Morgen kurpfälzischer Lehensbesitz in Lambsheim, ein Stift-Wormser und kurpfälzisches Lehen in Ebertsheim und ein 132 Morgen umfassendes Ackergut in Alsheim.
Franz von Bawyr war ein aufbrausender, temperamentvoller Mann, der es auf viele Streitereien ankommen ließ; er erhob beispielsweise Anspruch auf das Deidesheimer Bürgermeisteramt, das stets von Adligen besetzt wurde, was Konfliktpotenzial mit den anderen Adelsfamilien der Stadt barg; zum anderen war er in etliche Jagdstreitigkeiten verwickelt, die darin gipfelten, dass er im März 1764 den fürstlichen Pürschknecht Anton Spindler aus Forst im Affekt erschoss; noch 1934 erinnerte ein kleines Sühnekreuz an die Tat. Franz von Bawyr musste deshalb das Hochstift Speyer, zu dem Deidesheim gehörte, für fünf Jahre verlassen. Er hielt sich in dieser Zeit in Wachenheim und Mannheim auf.

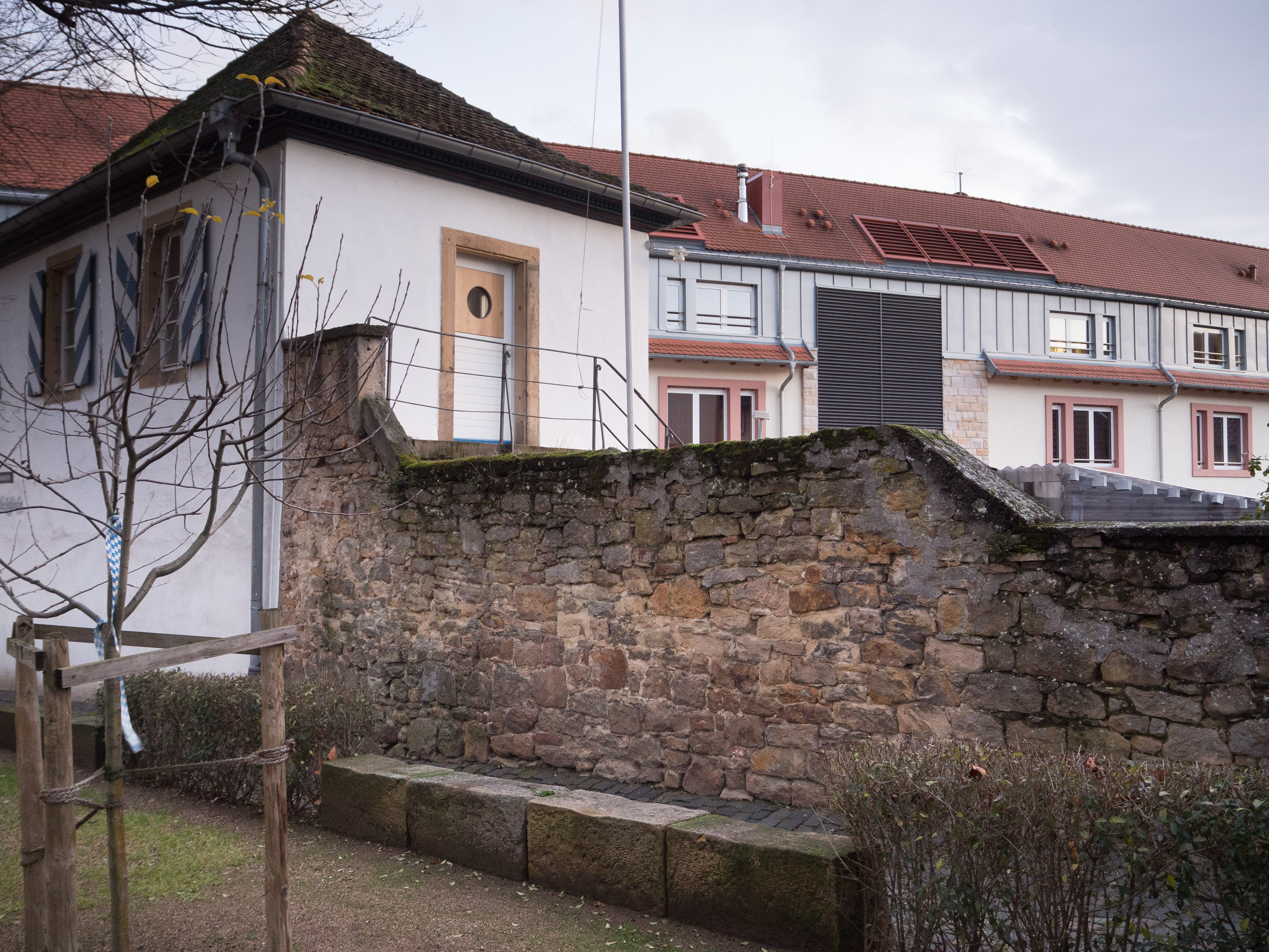
Ansicht von Nordosten: Das „Alte Zollhäuschen“ mit den Resten der früheren Gartenmauer

Am 19. Oktober 1779 starb Franz von Bawyr, und 1784 folgte ihm seine Frau Johanna Katharina, die letzte Leysserin von Lambsheim, in den Tod. Die beiden hatten zwei Töchter und zwei Söhne, die jedoch allesamt ledig und kinderlos blieben: Maria Franziska Casimira, sie lebte meist in Frankreich, in Lunéville und Paris; Baron Friedrich Magnus von Bawyr, er starb 1788 recht jung in Deidesheim; ferner Karl und Maria Anna (Marianne) von Bawyr. Karl von Bawyr leistete Militärdienst in kurpfälzischen Diensten, und um das Anwesen kümmerte sich Marianne. Am 1. Januar 1794 erreichten im Ersten Koalitionskrieg französische Truppen Deidesheim; im Februar desselben Jahres wurde nach dem Schloss, dem Amtshaus, dem Pfarrhaus, dem von Lehrbachschen und dem von Radebergschen Anwesen auch das von Bawyrsche Anwesen erst geplündert und schließlich dem Erdboden gleichgemacht; nur das Gartenhäuschen mit einem Teil der Gartenummauerung blieb übrig.
Die beiden Geschwister lebten zuletzt in bescheidenen Verhältnissen in der Weingasse in Deidesheim; Karl von Bawyr, der letzte männliche Spross des alten von Bawyrschen Adelsgeschlechts, starb am 15. August 1809, seine ältere Schwester Marianne am 8. Januar 1813.

## Gebäude
Das „Alte Zollhäuschen“ befindet sich am Kaisergarten, einige Meter abseits der Deutschen Weinstraße. Es ist ein zweistöckiges, freistehendes Türmchen, in dessen Obergeschoss man über eine Freitreppe gelangt. Das Walmdach des Gebäudes ist mit Biberschwänzen gedeckt und trägt Wetterfahne. Das Gebäude gehört heute der Stadt Deidesheim und dient einem der Deidesheimer Brauchtumsvereine als Domizil.
Ein weiteres mehrstöckiges früheres Gartenhäuschen aus derselben Epoche findet man einige Meter südöstlich beim Garten der Villa des Reichsrats Buhl.